# Josef Garovi
Josef Garovi (* 7. März 1908 in Sachseln; † 17. Oktober 1985 in Locarno) war ein Schweizer Komponist.

## Leben
Garovi entstammte einer alten Tessiner Baumeister- und Architektenfamilie, die verwandtschaftliche Beziehungen zu Francesco Borromini und Carlo Maderno verbindet. Er studierte an der Organistenschule Luzern (Franz Josef Breitenbach und Josef Breitenbach), am Conservatoire de musique de Neuchâtel (Georges Humbert, Charles Faller), an der Akademie der Tonkunst in München (Kirchenmusik bei Domkapellmeister Ludwig Berberich und Komposition bei den Reger-Schülern Gottfried Rüdinger und Joseph Haas) sowie in Paris Orgel und Improvisation bei Marcel Dupré und Klavier bei Vlado Perlemuter. Er besuchte auch einen Kompositionskurs bei Arthur Honegger.
1934–1956 war Garovi Musiklehrer am Kollegium Sarnen und Lehrer für Orgelspiel und Theorie an der Organistenschule Luzern, deren Leiter 1948–1956. 1956–1972 wirkte er als Chordirektor, Organist und Musiklehrer im Wallis, in Luzern und Zürich. 1973–1985 lebte er im Tessin.
Sein Sohn Angelo Garovi wurde auch Komponist, jedoch auch Germanist, Historiker und Musikwissenschafter.

## Werke
Als Komponist schuf er von 1932 bis 1950 vor allem Kirchenmusik. 1950–1955 folgte eine Auseinandersetzung mit der Zwölftontechnik, die er teilweise sogar in liturgischen Werken frei anwandte. Nach einer Phase mit nicht seriell gebundenen Orgelwerken und Kirchenmusik nahm er 1966 die Reihentechnik wieder auf und integrierte sie vorwiegend in anspruchsvolle konzertante Werke (Inventiones für Streichorchester 1969 auch mit Vierteltönen). In den letzten Kompositionen griff er im Sinne der Postmoderne wieder auf die Tradition zurück.

## Auszeichnungen
Josef Garovi erhielt 1977 in Luzern die Lasso-Medaille des Allgemeinen Cäcilienverbandes für die Länder der deutschen Sprache und 1978 den Innerschweizer Kulturpreis.